# Dactylactis malayensis
Espèce
Dactylactis malayensis est une espèce de cnidaires de la famille des Arachnactidae.

## Systématique
Le nom valide complet (avec auteur) de ce taxon est Dactylactis malayensis McMurrich, 1910.